# Джон Торі

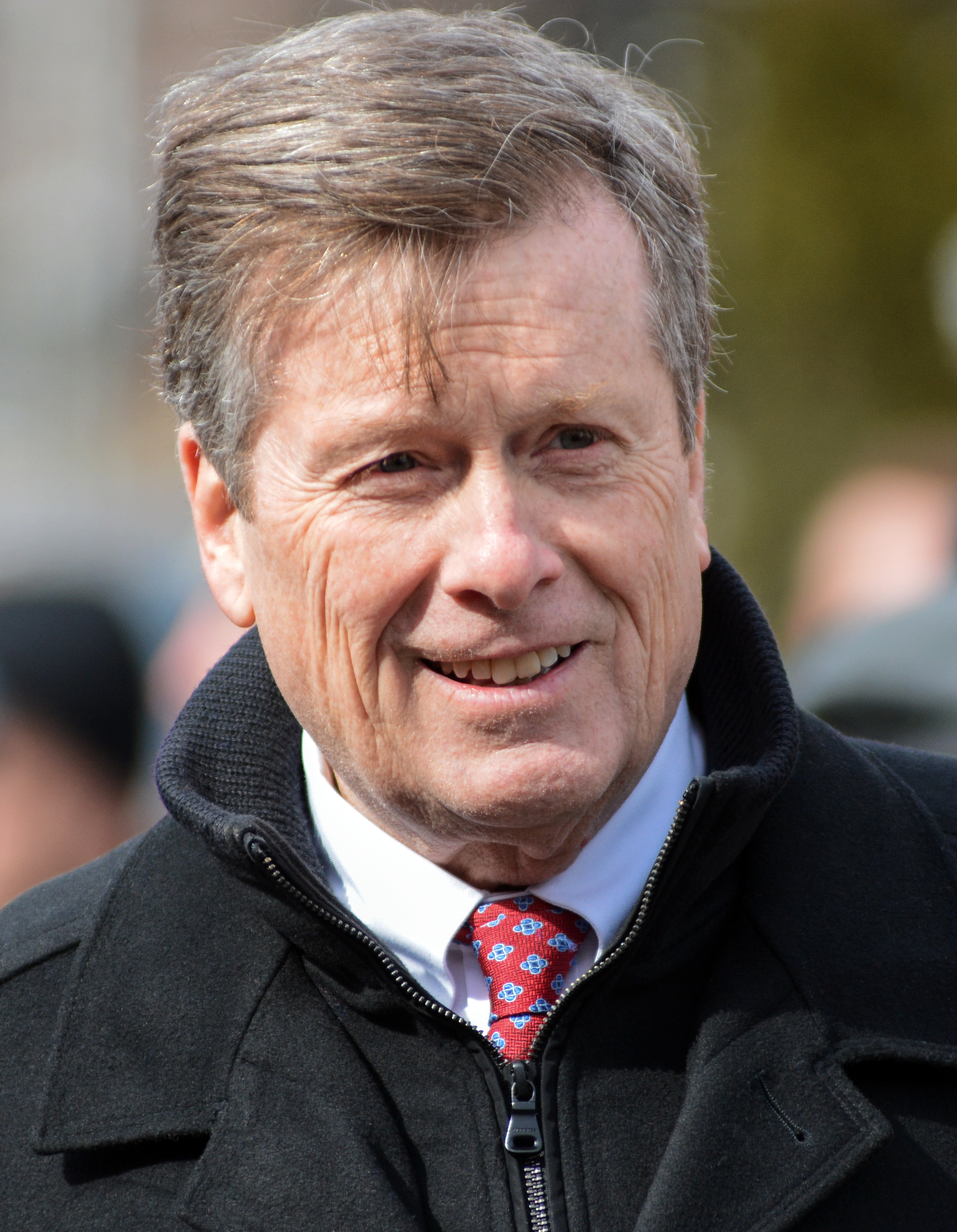
Джон Торі (2018)

Джон Говард Торі (28 травня 1954 року, Торонто) — канадський політик, 65-й мер Торонто від 1 грудня 2014 року до 17 лютого 2023 року.

## Життєпис
Торі був юристом, політичним стратегом і бізнесменом, його батько Джон А. Торі також був успішним юристом і заснував одну з найбільших канадських юридичних фірм Torys. У 2003 він балотувався на посаду мера, але програв екологічному активісту Девіду Міллеру, близькому до соціал-демократичної Нової демократичної партії. Від 2004 до 2009 року він був лідером Прогресивно-консервативної партії Онтаріо та представляв виборчий округ Дафферін-Піл-Веллінґтон-Ґрей у Законодавчих зборах Онтаріо від 2005 до 2007 року. У наступні роки він відійшов від політики і працював ведучим на радіостанції CFRB. Були припущення про його повторну кандидатуру на місцевих виборах 2010 року, але він їх заперечив. Від 2010 до 2014 року він був головою некомерційної організації CivicAction, яка займається економічними та соціальними проблемами в регіоні Торонто. 24 лютого 2014 року Торі оголосив, що балотуватиметься в мери на наступних місцевих виборах. 
Попередньо посаду мера обіймав Роб Форд, який був на слуху через численні скандали, серед яких: расистські заяви, суперечки з поліцією, вживання наркотиків і дружні стосунки з діячами, близькими до мафіозних кіл. Форд вирішив більше не балотуватися через рак. 27 жовтня 2014 року голосування відбулося на користь Торі, який при явці близько 60 % отримав 40,3 % голосів, обійшовши Даґа Форда, брата попереднього мера (33,7 % голосів) і Олівію Чау з НДП (23.2 %), Торі обрано міським головою. Торі також підтримали багато представників Ліберальної партії Канади. Торі одружений з 1978 року, має чотирьох дітей і є членом Об'єднаної церкви Канади.
17 лютого 2023 року Джон Торі пішов у відставку з посади мера Торонто після того, як з’ясувалося, що він мав позашлюбний зв’язок з однією зі своїх співробітниць. Після позачергових виборів 26 червня 2023 року мером стала Олівія Чау.

## Джон Торі та українські справи
Українська діаспора вдячна Джону Торі, найперше, за його конструктивну позицію при виділенні ділянки під Меморіал пам'яті жертв Голодомору. Попередньо всі пропоновані ділянки не влаштовували оргкомітет Меморіалу, Торі ж іще перед своїм обранням обіцяв розв'язати це питання, і невдовзі Міська рада виділила під Меморіал ділянку на території Канадської національної виставки коло Воріт принців. 
Після повномасштабного вторгнення РФ в Україну Торі сприяв демонстративному перейменуванню адреси, за якою розміщене російське консульство в Торонто, на "Площу Вільної України".

## Зовнішні посилання
- Джон Торі на вебсайт міста Торонто (англійською)